# Венера Мораванская
Венера Мораванская (словац. Moravianska venuša) — палеолитическая венера из бивня мамонта, найденная в 1938 году в западной Словакии.
Статуэтка была обнаружена словацким фермером Стефаном Гульман-Петричем у деревни Подковица недалеко от Мораваны-над-Вагом (sk:Moravany nad Váhom) в конце 30-х годов XX века и во время Второй мировой войны попала в руки немецкого археолога Лотара Цоца, который отправил её на экспертизу Анри Брейлю в Париж. Лишь в 1967 году венера была возвращена обратно в Словакию.
По своим внешним характеристикам, временной соотнесенности (22-23 тыс. назад, граветтская культура) и условно малому расстоянию мест находок Мораванская венера близка экземплярам из Виллендорфа и Дольни-Вестонице, обладающими также подчёркнутыми пышными формами тела.